# セグエグループ
セグエグループ株式会社（英: Segue group Co., Ltd.）は、東京都中央区に本社を置く日本のネットワークインテグレーターで、ジェイズ・コミュニケーション株式会社をはじめとする、情報・通信業を営む子会社を複数有する純粋持株会社。

## 沿革
- 2014年12月 - 単独株式移転により、セグエグループ株式会社を東京都中央区新川に設立
  - 現物分配により、ジェイズ・テレコムシステム株式会社、株式会社イーサポート、ジェイシーテクノロジー株式会社を子会社化
  - ジェイズ・コミュニケーション株式会社の福岡営業所を福岡市博多区下川端町に開設
- 2015年
  - 1月 - ジェイズ・コミュニケーションが、エムワイ・ワークステーション株式会社を吸収合併
  - 5月 - 株式会社イーサポートをジェイズ・ソリューション株式会社に社名変更
- 2016年
  - 1月 - ジェイズ・コミュニケーションが、自社開発ネットワーク分離ソリューション「SCVX」の販売を開始
  - 12月 - 東京証券取引所JASDAQ（スタンダード）に上場
- 2017年9月 - ジェイズ・コミュニケーションが、「SCVX」に関連する「アプリケーション利用システム」の特許を取得
- 2018年
  - 4月 - 開発力強化を目的に、ファルコンシステムコンサルティング株式会社を子会社化
  - 12月 - 東京証券取引所第二部に市場変更[1]
- 2019年
  - 3月 - 九州地区を中心に営業力・技術サポートを強化するため、ジェイズ・コミュニケーション株式会社が株式会社アステムを子会社化
  - 6月 - 東京証券取引所第一部に指定
  - 10月 - ジェイズ・コミュニケーションが、ローカル仮想ブラウザ「RevoWorks Browser」を開発
- 2020年3月 - ジェイズ・コミュニケーションが、自社開発情報漏えい対策ソリューション「RevoWorks Desktop」の販売を開始
- 2022年1月 - ジェイズ・コミュニケーションが、ファルコンシステムコンサルティング株式会社及び株式会社アステムを吸収合併

### 社名の由来
これからの業界を担うべく、同業企業の仲間を結集し業界における中核企業グループを目指す。Next、続く（to be continued）、間断なく進行するという意味。同盟、友という意味。

## 事業内容
グループを構成する連結子会社4社により、ITインフラの設計、構築、運用、保守サービスを展開。また、これに係るプロダクトの輸入販売業務を行っている。特に情報セキュリティ分野やITエンジニアの教育に強みを持ち、同業他社への事業投資やM&A戦略を積極的に展開している。
- 連結子会社であるジェイズ・コミュニケーションからは、セキュアブラウザ機能を提供する「RevoWorksシリーズ」を始めとする自社開発製品をリリースしている。
- CSR活動としても取り組んでいるITエンジニアの教育活動では、連結子会社であるジェイズ・コミュニケーション、ジェイズ・テクノロジーにて積極的な採用活動や教育投資を行い、高度セキュリティ技術者の育成を図っている。